# Krisztina Fazekas-Zur
Krisztina Fazekas-Zur, född den 1 augusti 1980 i Budapest, Ungern, är en ungersk kanotist.
Hon tog OS-guld i K4 500 meter i samband med de olympiska kanottävlingarna 2012 i London.
Vid de olympiska kanottävlingarna 2016 i Rio de Janeiro tog hon en guldmedalj i K-4 500 meter.